# Lisboa Devils 2015-2016
Questa voce raccoglie le informazioni riguardanti i Lisboa Devils nelle competizioni ufficiali della stagione 2015-16. 

## VII Liga Portuguesa de Futebol Americano

### Regular season
| Lisbona 6 dicembre 2015, ore 15:00 3ª giornata fase 1 | Lisboa Navigators | 8 – 51 | Lisboa Devils | Campo do Vitória Clube |

| Lisbona 19 dicembre 2015, ore 15:00 5ª giornata fase 1 | Lisboa Devils | 58 – 43 | Crusaders CFA | Campo Branca Lucas |

| Lisbona 10 gennaio 2016, ore 14:30 6ª giornata fase 1 | Lisboa Devils | 48 – 26 | Lisboa Navigators |  |

| Faro 16 gennaio 2016, ore 18:00 7ª giornata fase 1 | Algarve Sharks | 29 – 48 | Lisboa Devils |  |

| Alcabideche 7 febbraio 2016, ore 15:00 10ª giornata fase 1 | Crusaders CFA | 54 – 60 | Lisboa Devils |  |

| Lisbona 13 febbraio 2016, ore 17:30 11ª giornata fase 1 | Lisboa Devils | 48 – 16 | Algarve Sharks |  |

| Lavra 27 febbraio 2016, ore 15:00 1º turno fase 2 | Porto Mutts | 21 – 34 | Lisboa Devils | Complexo Desportivo de Lavra |

| Lisbona 5 marzo 2016, ore 15:00 2º turno fase 2 | Lisboa Devils | 34 – 0 | Braga Warriors |  |

### Playoff
| 10 aprile 2016, ore 15:00 Semifinale | Lisboa Devils | 38 – 0 | Paredes Lumberjacks |  |

| Maia 30 aprile 2016 VII Final LPFA | Lisboa Devils | 28 – 26 | Algarve Sharks | Estádio Prof. Dr. José Vieira de Carvalho |

## IFAF Europe Champions League 2016

### Stagione regolare
| Lisbona 23 aprile 2016 2ª giornata | Lisboa Devils | 32 – 27 (8-6 8-0 0-14 16-7) | Boğaziçi Sultans |  |

| Vienna 8 maggio 2016 4ª giornata | Danube Dragons | 60 – 36 (14-8 13-8 14-6 25-14) | Lisboa Devils |  |

## Statistiche di squadra
| Competizione     | %Vittorie | In casa | In casa | In casa | In casa | In casa | In casa | In trasferta | In trasferta | In trasferta | In trasferta | In trasferta | In trasferta | Totale | Totale | Totale | Totale | Totale | Totale |
| Competizione     | %Vittorie | G       | V       | N       | P       | Pf      | Ps      | G            | V            | N            | P            | Pf           | Ps           | G      | V      | N      | P      | Pf     | Ps     |
| ---------------- | --------- | ------- | ------- | ------- | ------- | ------- | ------- | ------------ | ------------ | ------------ | ------------ | ------------ | ------------ | ------ | ------ | ------ | ------ | ------ | ------ |
| Campionato       | 1.000     | 4       | 4       | 0       | 0       | 192     | 85      | 4            | 4            | 0            | 0            | 193          | 112          | 8      | 8      | 0      | 0      | 385    | 197    |
| Playoff          | 1.000     | 2       | 2       | 0       | 0       | 66      | 26      | -            | -            | -            | -            | -            | -            | 2      | 2      | 0      | 0      | 66     | 26     |
| Champions League | .500      | 1       | 1       | 0       | 0       | 32      | 27      | 1            | 0            | 0            | 1            | 36           | 60           | 2      | 1      | 0      | 1      | 68     | 87     |
| Totale           | .917      | 7       | 7       | 0       | 0       | 290     | 128     | 5            | 4            | 0            | 1            | 229          | 172          | 12     | 11     | 0      | 1      | 519    | 300    |